# Micralarctia auricinctum
Micralarctia auricinctum là một loài bướm đêm thuộc phân họ Arctiinae, họ Erebidae.